# Terpes, Heves
Terpes  este un sat în districtul Pétervására, județul Heves, Ungaria, având o populație de 211 locuitori (2011). 

## Demografie
Componența etnică a satului Terpes
     Maghiari (67,51%)
     Romi (29,65%)
     Români (2,84%)
Componența confesională a satului Terpes
     Fără religie (4,27%)
     Reformați (2,37%)
     Necunoscută (93,36%)
     Alte religii (1,9%)
Conform recensământului din 2011, satul Terpes avea 211 locuitori. Din punct de vedere etnic, majoritatea locuitorilor (67,51%) erau maghiari, existând și minorități de romi (29,65%) și români (2,84%). Nu există o religie majoritară, locuitorii fiind persoane fără religie (4,27%) și reformați (2,37%). Pentru 93,36% din locuitori nu este cunoscută apartenența confesională.